# Carpathian Forest

Logo-ul formației

Carpathian Forest este o formație de black metal din Norvegia, fondată în anul 1990. Odată cu lansarea albumelor Bloodlust & Perversion (1992) și Journey through the Cold Moors of Svarttjern (1993), Carpathian Forest a primit un statut de cult în black metalul autohton. Trupa s-a înființat sub numele Enthrone.

## Biografie
În 1994 este înregistrat Through Chasms, Caves and Titan Woods, care va apărea un an mai târziu. După lansarea albumului, Haarr și Kleppe părăsesc trupa pentru a se alatura formației Sea Of Dreams.
În 1998 este înregistrat Black Shining Leather, cu bateristul Lazare (pe numele său adevărat Lars Are Nedland). Acesta va fi mai târziu înlocuit cu Anders Kobro.
În 1999 este înregistrat Strange Old Brew, care va aparea in 2000. Pe acest material sunt invitați solista Nina Hex, saxofonistul Arvid Thorsen și vocalul E. Kulde. Nordavind parasește Carpathian Forest, care continuă cu basistul Vrangsinn, de la World Destroyer, în timp ce Tchort preia postul de chitarist.
Temele lirice ale trupei Carpathian Forest nu sunt doar despre Satanism, răutate, și Anti-Creștinism ci și despre sodomie, sadism, depravare sexuală și suicid.
Ultimul album al trupei a apărut în 2006, la Season of Mist, intitulându-se Fuck You All!!!!.
Nattefrost, vocalistul trupei, are 4 proiecte solo și face parte din înca trei trupe: World Destroyer, Bloodline și Grimm.
Trupa a anunțat că a început să lucreze la noul album, care va fi lansat în anul 2009.

## Discografie

### Albume de studio
- Through Chasm, Caves and Titan Woods EP (1995)
- Black Shining Leather (1998)
- He's turning blue 7" (2000)
- Strange Old Brew (2000)
- Morbid Fascination of Death (2001)
- We're Going to Hell for This (compilație) (2002)
- Defending the Throne of Evil (2003)
- Skjend Hans Lik compilation (2004)
- We're Going to Hollywood for This - Live Perversions DVD (2004)
- Fuck You All!!!! (2006)
- TBA (2009)

### Demouri
- Bloodlust & Perversion Demo (1992)
- Journey through the Cold Moors of Svarttjern Demo (1993)
- Bloodlust and Perversion Compilație (1997)

## Membri trupei

### Membri actuali
- "Hellcommander" Nattefrost (Roger Rasmussen) - voce, chitară, aranjament, producție, chitară bas (1990-prezent)
- Vrangsinn - voce secundară, chitară bas, chitară, clape, aranjament, producție și inginerie(1999-prezent)
- Tchort (Terje Vik Schei) - chitară, chitară bas (1999-prezent)
- Anders Kobro - baterie (1999-prezent)
- Blood Perverter (Goran Boman) - chitară (2003-prezent)

@ Hellfest 2013
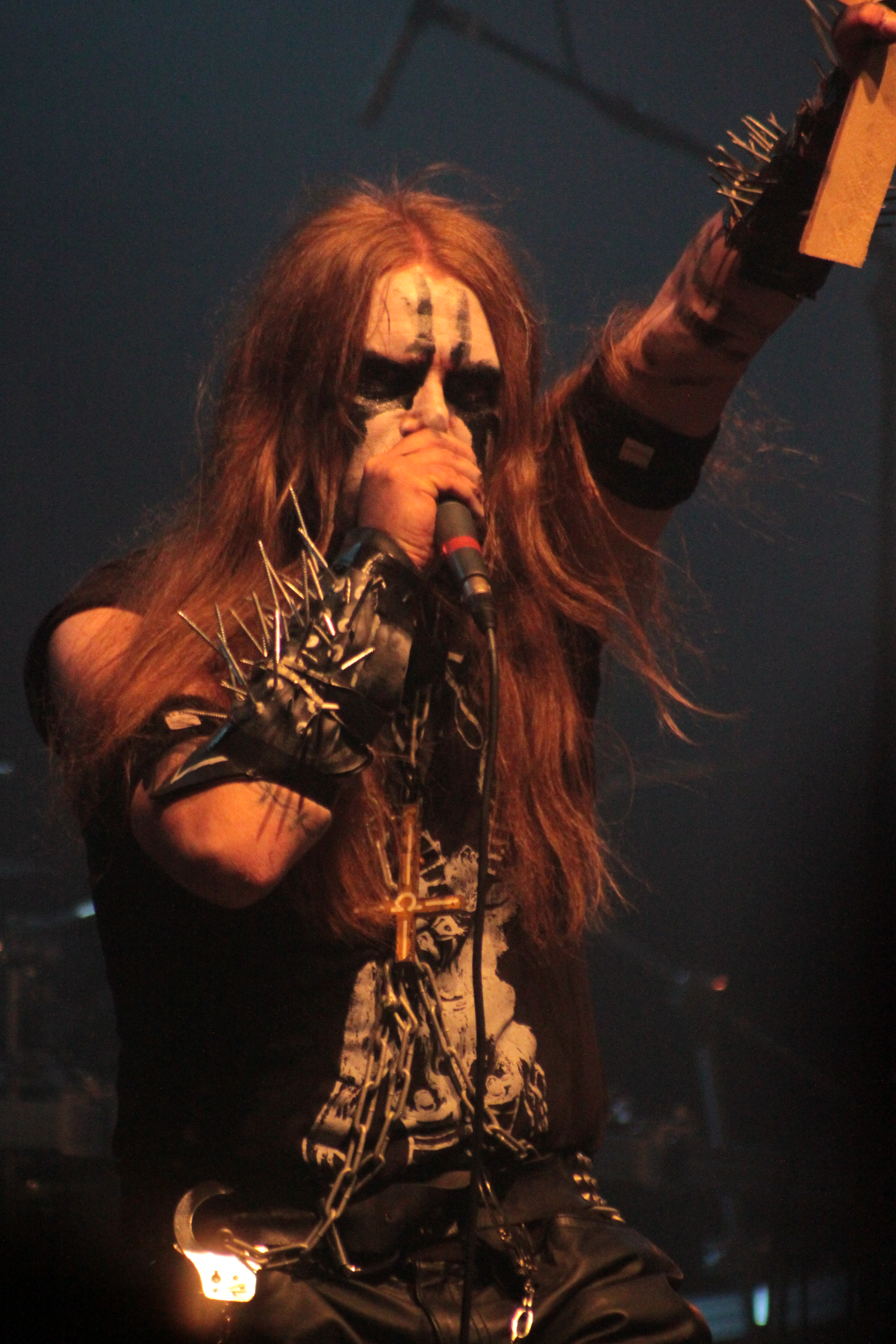
Nattefrost.
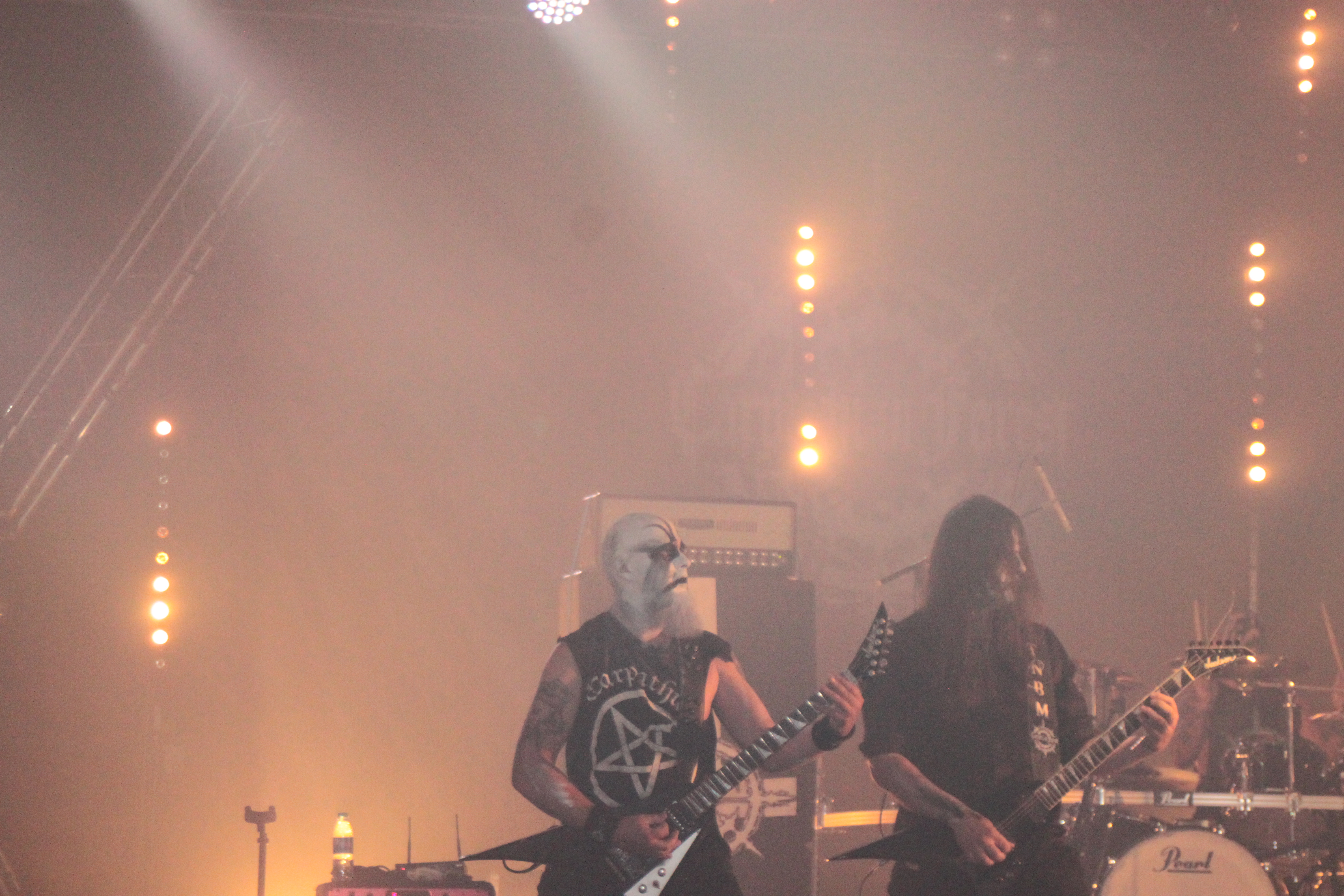
Tchort & Blood Pervertor.
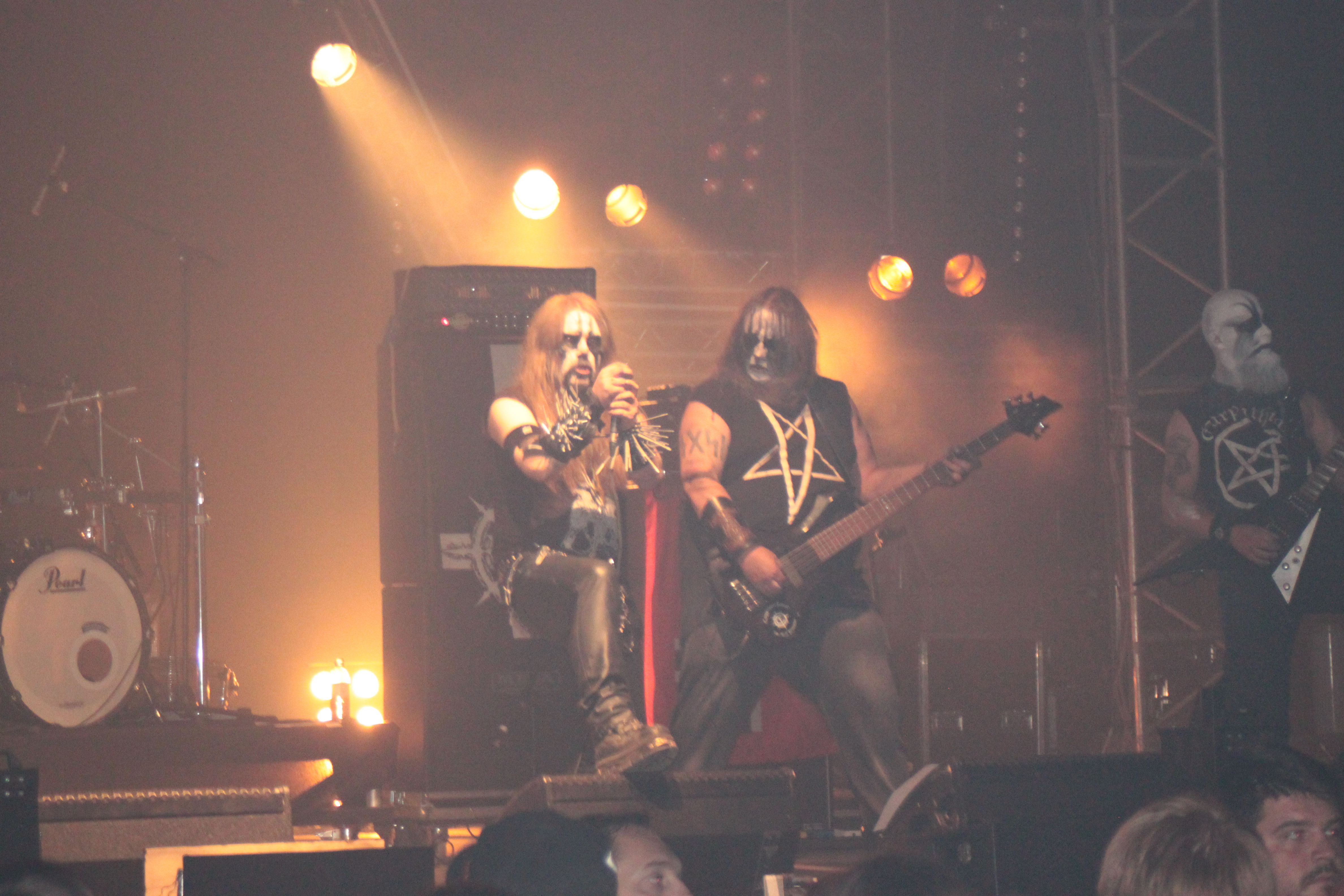
Nattefrost, Vrangsinn & Tchort.
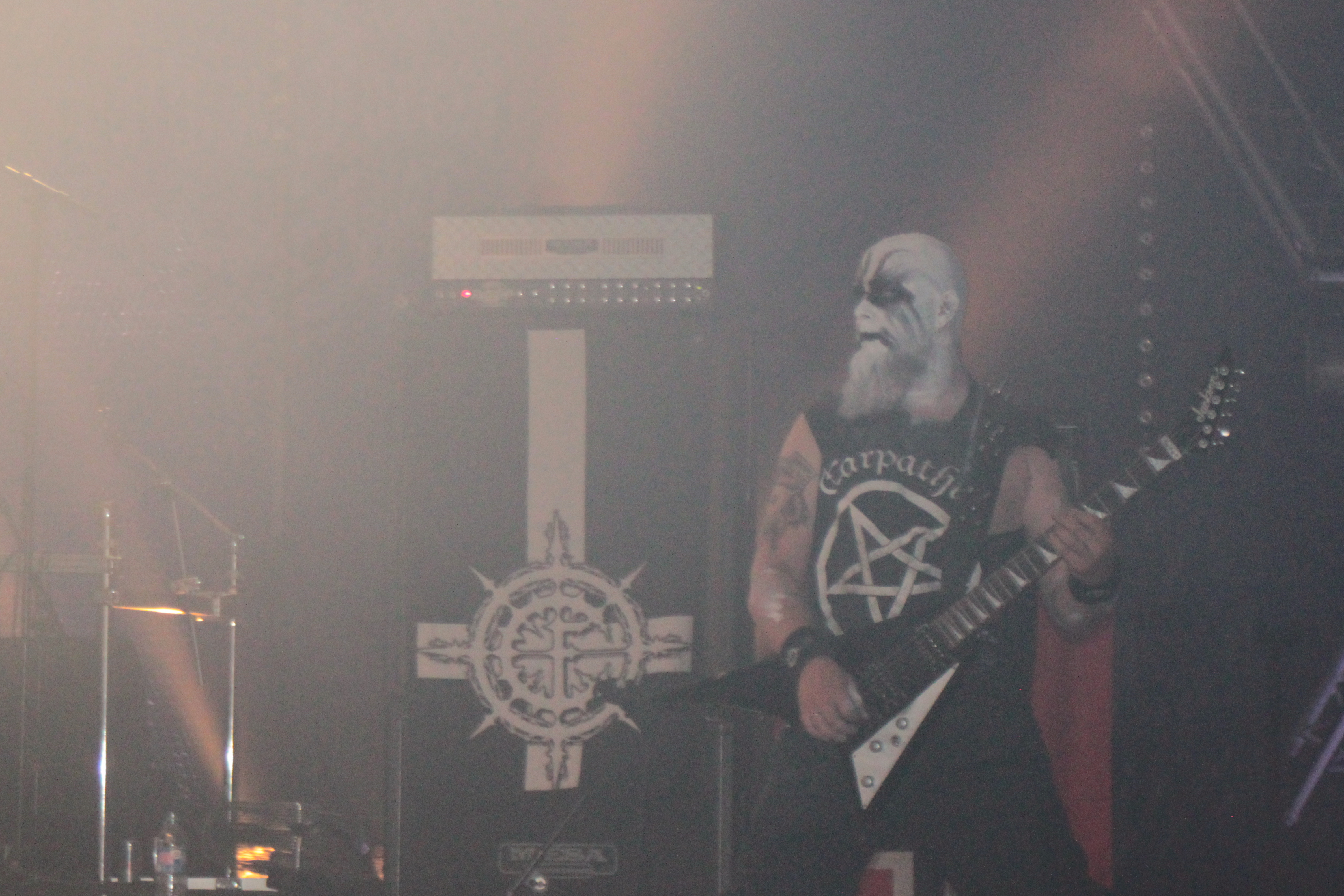
Tchort.
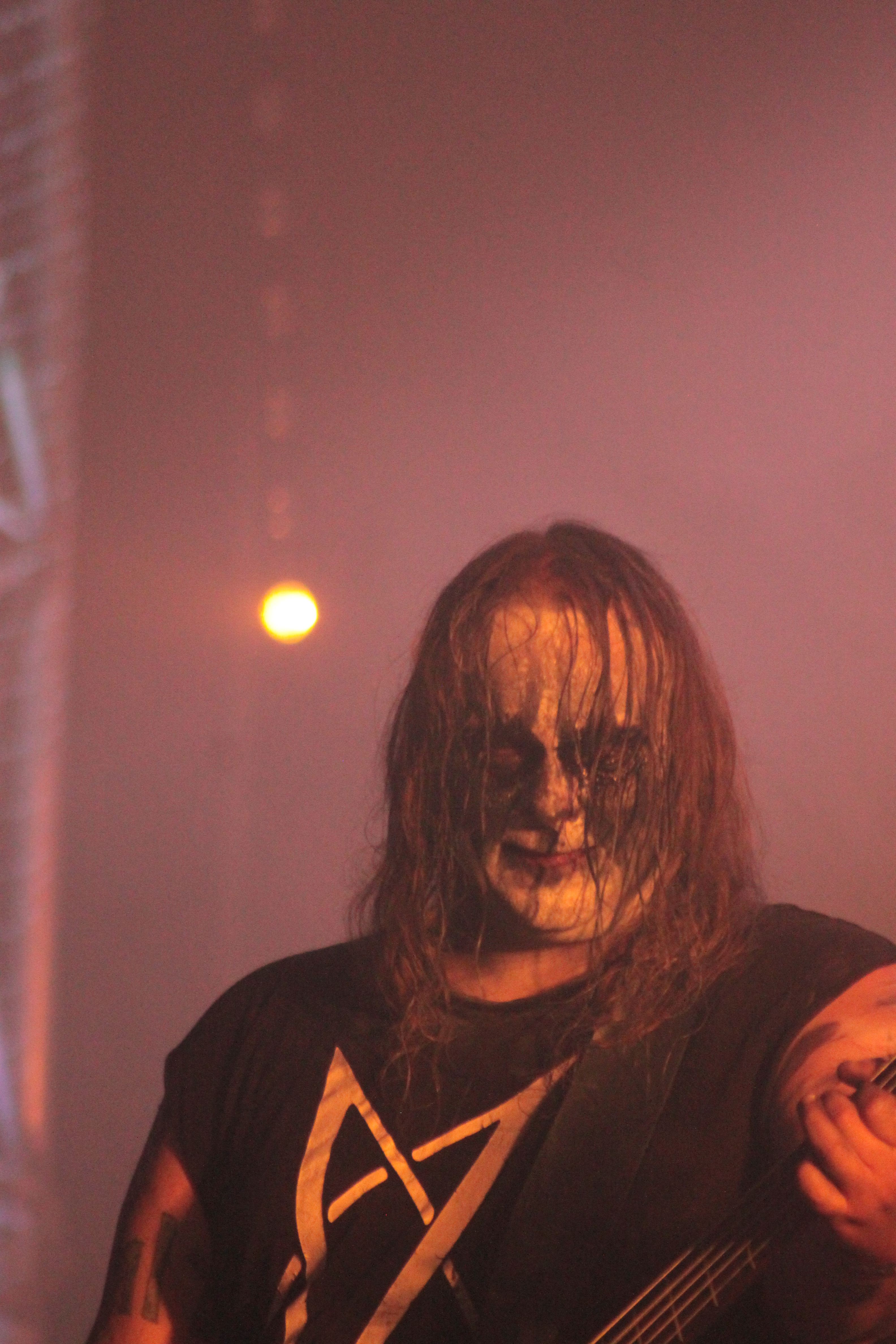
Vrangsinn.

### Foști membri
- J. Nordavind - voce, chitară, chitară bas, clape, aranjamente (1990-2000)
- Lazare (Lars Are Nedland) - tobe (1997)
- Mothörsen (Arvid Thorsen) - saxofon 2000 - 2004
- Kulde (Eivind Kulde) - clape 2002
- Nina Hex - voce secundară 2000-2001
- I.K. Hellslut - Numără până la 4 în piesa Bloodlust & Perversion de pe albumul „We're Going to Hell for This”.